# 말린 에크
말린 에크(Malin Ek, 1945년 4월 18일 ~ )는 스웨덴의 배우이다. 제19회, 제21회, 제26회 굴드바게상 여우주연상 수상자이다.

## 참여 작품
- 수호천사 (1990년 영화)